# 小拜年
小拜年是原是东北民歌，后为东北二人转演员传唱，成为东北二人转最有代表性、传唱度最高的小帽。作为二人转舞台上演出场次最多的传统剧目，与《大西厢》，合称“一大一小”。

## 唱词
正月里来是新年儿呀啊，大年初一头一天呀啊，家家户户团圆会呀啊，少的给老的拜年呀啊，也不论那男和女呀，诶呦呦呦呦呦诶呦呦呀，都把那新衣服穿啊，诶呦呦呦呦，都把那个新衣服穿呐啊诶呀啊。
打春到初八呀啊，新媳妇住妈家呀啊，带领我那小女婿（我的那个他呀啊），果子拿两匣呀啊，丈母娘啊一见面呀啊，诶呦呦呦呦呦诶呦呦呀，拍手笑哈哈呀，啊诶呦呦呦呦，拍手笑哈哈呀啊诶呀啊。
姑爷子到咱地家呀啊，咱给他作点儿啥呀啊，粉条炖猪肉啊，再把那小鸡儿杀（杀了那大芦花呀啊），小鸡儿呀啊炖蘑菇啊，诶呦呦呦呦呦诶呦呦呀，我姑爷子最得意它呀，啊诶呦呦呦呦，我姑爷子爱吃它呀啊诶呀啊。
我姑爷长地俊呀啊，我女儿赛天仙呀啊，小俩口多么般配呀啊 （恩爱到百年呐啊），丈母娘我心喜欢呀啊，单等啊过了二月二（二十五）啊，诶呦呦呦呦呦诶呦呦啊，（一起送回还）赶车送回还呐，啊诶呦呦呦呦，一起那个送回还呐啊诶呀啊。

## 内涵分析
《小拜年》虽然不长，但其中蕴含了包括年俗、婚俗、饮食习俗在内的东北民俗文化。